# سیارک ۶۱۴۹
سیارک ۶۱۴۹ (به انگلیسی: 6149 Pelcak، نامگذاری:1979SS) شش هزار و صد و چهل و نهمین سیارک کشف شده‌است که در ۲۵ سپتامبر ۱۹۷۹ کشف شد.
قدر مطلق سیارک برابر ۱۴٫۱۰ است.